# Żabice (Grębocice)
Pour les articles homonymes, voir Żabice.
Żabice est une localité polonaise de la gmina de Grębocice, située dans le powiat de Polkowice en voïvodie de Basse-Silésie.